# Deutsche Ausrüstungswerke
Die Deutschen Ausrüstungswerke (DAW) var en rustningskoncern i Tredje riket. Det administrerades av SS och utnyttjade judisk tvångsarbetskraft, i huvudsak lägerfångar från Dachau, Sachsenhausen, Buchenwald och Auschwitz.